# アダストリアみとアリーナ
アダストリアみとアリーナ（英: ADASTRIA MITO ARENA）は、茨城県水戸市の東町運動公園内にある屋内スポーツ施設である。水戸市が所有し、公益財団法人水戸市スポーツ振興協会が指定管理者として管理運営を行っている。開業時から命名権を導入した施設の愛称を用いており(後述)、条例上の名称は『東町運動公園体育館』（あずまちょううんどうこうえんたいいくかん）である。
なお、このページでは前身である『茨城県立スポーツセンター体育館』も述べる。

## 概要
東町運動公園は元々茨城県営の都市公園（運動公園）で、園内には1963年に完成した「茨城県立スポーツセンター体育館」があったが、老朽化に伴い2015年8月31日に閉館した。その後同公園は2015年9月1日付で茨城県から水戸市に移管され、同体育館に代わる新しい体育館が建設された。
収容人数は5,000人で県内では最大の収容人数を誇る。また、B.LEAGUEの茨城ロボッツのホームアリーナを始め、2019年に開催されたいきいき茨城ゆめ国体のレスリングとフェンシングの会場として使用された。
2020年7月14日、B.LEAGUEは、2021年1月に行われる予定であったBリーグオールスターゲーム2021の開催地として、茨城県水戸市に決定。これに伴い、オールスターゲームの会場として使用されることも発表されたが、新型コロナウイルス感染拡大の影響により開催中止となった。

## 施設命名権
| 命名権による呼称    | 契約企業     | 契約料年額（万円） | 契約期間                   |
| ------------------- | ------------ | ------------------ | -------------------------- |
| ADASTRIA MITO ARENA | アダストリア | 1,050              | 2019年4月1日-2029年3月31日 |

水戸市では東町運動公園体育館のネーミングライツスポンサーを
- 契約期間5年以上、金額年間500万円以上
- 水戸市内に本社や営業所、工場があること
- 名称には漢字やひらがななどの表記を問わず『水戸』を入れること

を条件として2018年に募集したところ、7社が応募した。2018年10月に選定の結果、水戸市に本店所在地を持つカジュアル衣料大手・アダストリアが命名権を取得し、愛称として「ADASTRIA MITO ARENA」（アダストリアみとアリーナ）と名付けられた。契約期間は2019年4月1日-2029年3月31日の10年間で、契約料は年額で1,050万円と公表されている。

## 施設概要
- メインアリーナ
  - 床面積：3,255 m²
  - 有効寸法：69 m×46 m
  - アリーナ有効高さ：14.0 m
  - 観客席：3,938席（固定席：2,382席、可動席：1,548席、車いす席：8席）
  - 収容人員：5,000人
- サブアリーナ
  - 床面積：997 m²
  - 有効寸法：38 m×25 m
  - アリーナ有効高さ：12.5 m
  - 観客席：198席（固定席：192席、車いす席：6席）
- レスリング場
- フェンシング場
- ボクシング場
- トレーニング室
- 多目的室
- 会議室
- ランニングコース
- 防災倉庫

## 茨城県立スポーツセンター体育館
茨城県立スポーツセンター体育館（いばらきけんりつスポーツセンターたいいくかん）は、かつて茨城県水戸市の東町運動公園内にあった屋内スポーツ施設である。1963年8月開館。
2006年4月1日より特定非営利活動法人日本スポーツ振興協会（日本スポーツ振興センターとは無関係）が管理運営に当たっていた。しかし、築52年と老朽化していたことや、2019年に開催される「いきいき茨城ゆめ国体」に伴う施設整備に伴い、2015年8月31日をもって閉館した。

### 施設
- 競技場
  - 有効床面積：1,219.24 m²
  - バスケットボール2面、バレーボール2面、バドミントン8面、卓球、フェンシング、レスリング
  - 固定席1,440人、移動席2,000人
- フェンシング場
  - 面積：207.4 m²
  - フェンシング、卓球
- レスリング場
  - 有効床面積：372.6 m²
  - レスリング、卓球
- ボクシング場
  - 有効床面積：186.3 m²
  - ボクシングリング

### 主な大会・イベント
- 2015年まで、毎年6月に開かれる全国中学生レスリング選手権大会の会場として使用されていた[7]。
- バスケットボールのJBL、JBL2、Wリーグの公式戦でも使用されていた。
- プロレス興行にも使用された。
- 2005年と2012年には全国高等学校ボクシング選抜大会の会場となった（2011年大会を予定していたが、東日本大震災のため中止）。

## 交通アクセス
- JR東日本（常磐線・水郡線）・鹿島臨海鉄道大洗鹿島線「水戸駅」よりバスに乗車、東原1丁目下車。